# دی‌الکتریک

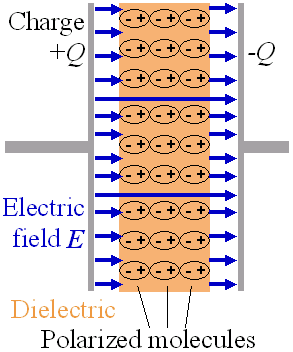
در یک‌مادهٔ «دی‌الکتریک»، مولکول‌ها خود را بر اساس میدان الکتریکی ایجاد‌شده توسط بارهای خارجی، در یک‌راستا قرار می‌دهند.

دی‌الکتریک، یک عایق الکتریکی است که می‌تواند با اعمال میدان الکتریکی، قطبیده شود. دی‌الکتریک ایده‌آل بار آزاد ندارد. هنگامی‌که یک دی‌الکتریک در میدان الکتریکی خارجی قرار می‌گیرد، بارهای آزاد القائی که در هادی‌ها به سوی سطح حرکت کرده و چگالی بار و میدان الکتریکی داخلی را صفر می‌کردند، دیگر وجود ندارند. اما چون دی‌الکتریک بار مقیّد دارد، نمی‌توان نتیجه گرفت که تأثیری بر میدان الکتریکی قرارگرفته در آن ندارند.
هادی‌ها از اتم‌هایی با هسته بار مثبت، و پیرامون آن الکترون‌هایی با بار منفی، تشکیل شده‌اند. اگرچه مولکول‌های دی‌الکتریک‌ها از نظر ماکروسکوپی خنثی هستند، حضور میدان الکتریکی خارجی باعث اِعمال نیرو بر بار شده، و در نتیجه بارهای مثبت و منفی در جهات مخالف کمی جابه‌جا می‌شوند. این جابه‌جایی اگر چه نسبت به ابعاد اتمی کوچک است بااین‌حال، دی‌الکتریک را قطبیده، و تولید دوقطبی‌های الکتریکی می‌کند. از آنجا که دوقطبی‌های الکتریکی دارای پتانسیل و شدت میدان الکتریکی غیرصفر هستند، دوقطبی‌های الکتریکی القاشده میدان الکتریکی را داخل و خارج دی‌الکتریک تغییر می‌دهند.
مولکول‌های بعضی از دی‌الکتریک‌ها، حتی در نبود میدان قطبندهٔ خارجی، گشتاور دوقطبی دائمی دارند. این مولکول‌ها معمولاً از دو یا چند اتم ناهمسان تشکیل شده و بر عکس مولکول‌های ناقطبیده که گشتاور دوقطبی دائمی ندارند، مولکول قطبیده نامیده می‌شوند. یک مثال، مولکول آب است که از دو اتم هیدروژن و یک اتم اکسیژن تشکیل می‌شود. اتم‌ها خود را چنان مرتب نمی‌کنند که مولکولی با گشتاور دوقطبی صفر به‌وجود آورند، یعنی اتم‌های هیدروژن، دقیقاً در طرف‌های قطری مقابل اتم‌های اکسیژن قرار نمی‌گیرند. گشتاورهای دوقطبی مولکول‌های قطبیده از مرتبه 30-10 کولن در متر هستند. در نبود میدان خارجی، تک‌تک دوقطبی‌های یک دی‌الکتریک قطبیده، به صورت اتفاقی پراکنده‌اند و گشتاور دوقطبی خالص از دیدگاه ماکروسکوپی به‌وجود نمی‌آورند. میدان الکتریکی اعمال‌شده، بر تک‌تک دوقطبی‌ها گشتاوری وارد نموده، می‌خواهد آن‌ها را مشابه حالت بالا هم‌راستا با میدان کند.
مثالی از دی‌الکتریک، مادهٔ عایقی است که بین صفحات فلزی یک خازن قرار می‌گیرد. قطبش این دی‌الکتریک با میدان الکتریکی اعمال‌شده، ظرفیت خازن را افزایش می‌دهد.

## کاربرد دی الکتریک در خازن
بحث خازن با دی الکتریک بعد از آشنایی با دی الکتریک باید بدانیم چه ویژگی در دی الکتریک ها وجود دارد که آن‌ها را از هم متمایز می‌کند. در خازن صفحه موازی، هنگامی که دی الکتریک بین دو صفحه خازن قرار می‌گیرد میدان الکتریکی نسبت به حالتی که بین دو صفحه خلاء وجود دارد، کاهش می‌یابد. نسبت شدت میدان الکتریکی اعمال شده در غیاب دی الکتریک به شدت کاهش یافته میدان الکتریکی خازن در حضور دی الکتریک را ثابت دی الکتریک می‌نامیم و داریم:
{\displaystyle K=E0/E}
ر معادله بالا K ثابت دی الکتریک و E0 بزرگتر یا برابر با E است. هرچه ثابت دی الکتریک بزرگتر باشد می‌تواند بار بیشتری را ذخیره کند. پر کردن فضای بین صفحات خازن با دی الکتریک باعث افزایش ظرفیت توسط عامل ثابت دی الکتریک می‌شود و داریم C=KC0، در این رابطه C0 ظرفیت خازن در حالت خلاء است.
دی الکتریک‌ها معمولاً بین دو صفحه خازن صفحه موازی قرار می‌گیرند. آنها می‌توانند فضای بین صفحات را به طور کامل یا به صورت نسبی اشغال کنند. هنگامی که دی الکتریک بین دو صفحه خازن صفحه موازی قرار می‌گیرد توسط میدان الکتریکی موجود قطبی می‌شود و چگالی سطحی بار تحت عنوان σp و −σp در نظر گرفته می‌شوند.
در بحث خازن با دی الکتریک هنگامی که دی الکتریک به طور کامل بین دو صفحه خازن قرار می‌گیرد ظرفیت خازن نسبت به زمانی که بین دو صفحه هوا وجود داشت افزایش می‌یابد.
در حقیقت در این حالت داریم:
C=KC0
میدان الکتریکی در داخل خازن برابر است با
E=(σ−σp)/ϵ0
از طرفی اختلاف پتانسیل بین دو صفحه خازن برابر است با:
V=σd/ϵ0K
و ظرفیت خازن برابر با:
C=Q/V=Aϵ0K/d=Aϵ/d
که ϵ گذردهی ماده‌ای است که بین صفحات خازن قرار گرفته است. اختلاف پتانسیل بین صفحات خازن برابر است با
V=Ed=(σ−σp)/ϵ0*d
برای دی الکتریک‌های خطی داریم:
σ−σp=σ/K
که K ثابت دی الکتریک ماده‌ای است که بین صفحات خازن به کار برده‌ایم و می‌توان نوشت:
K=ϵ/ϵ0

سوال:چگونه دی الکتریک ظرفیت خازن را افزایش میدهد؟
میدان الکتریکی بین صفحات خازن صفحه موازی به صورت مستقیم با ظرفیت خازن یعنی C متناسب است. قدرت میدان الکتریکی به دلیل وجود دی الکتریک کاهش می‌یابد و اگر بار کل صفحات ثابت بماند اختلاف پتانسیل در میان صفحات خازن کاهش می‌یابد و به این ترتیب دی الکتریک ظرفیت خازن را افزایش می‌دهد

## واژه‌شناسی
واژه دی‌الکتریک (از دیا + الکتریک) در پاسخ به درخواست مایکل فارادی، توسط ویلیام هیول پیشنهاد و به‌کار برده‌شد.